# Spike Chunsoft
Spike Chunsoft Co., Ltd. (株式会社スパイク・チュンソフト, Kabushiki-gaisha Supaiku Chunsofuto) is een Japanse producent van computerspellen. Ze zijn gespecialiseerd in het ontwikkelen en vertalen van rollenspellen, visuele romans en avonturenspellen. Hiernaast publiceren ze ook westerse spellen in Japan. Het bedrijf is ontstaan in 2012 uit de fusie van Chunsoft en Spike.

## Geschiedenis
Chunsoft en Spike werden overgenomen door het telecommunicatie- en mediabedrijf Dwango in 2005. Op 1 april 2012 fuseerde Chunsoft en Spike tot Spike Chunsoft. Nakamura Kōichi, de oprichter van Chunsoft, werd de voorzitter, en de voormalige bestuursvoorzitter van Spike, Sakurai Mitsutoshi, werd directeur van het nieuw bedrijf.
Op 7 januari 2013 werd Dwango onderdeel van het bedrijf T&E Soft.
In december 2017 werd het dochterbedrijf SPIKE CHUNSOFT, INC. opgericht in Californië. Het Amerikaans dochterbedrijf focust zich op de wereldwijd publicatie van Japanse spellen.
In 2020 heeft Nakamura Kōichi het bedrijf verlaten.

## Computerspellen
| Jaar | Titel                                                                | Platform | Ontwikkelaar                 | Uitgever                                                |
| ---- | -------------------------------------------------------------------- | --- | ---------------------------- | ------------------------------------------------------- |
| 2012 | Conception                                                           | PlayStation Portable, PlayStation 4, Windows                                                                          | Chime                        | Spike Chunsoft                                          |
| 2012 | Kenka Banchō Bros. Tokyo Battle Royale                               | PlayStation Portable                                                                                                  | Bullets                      | Spike Chunsoft                                          |
| 2012 | Danganronpa: Trigger Happy Havoc                                     | PlayStation Vita, Windows, macOS, Linux, PlayStation 4, iOS, Android, Nintendo Switch, Xbox One                       | Spike Chunsoft               | Spike Chunsoft                                          |
| 2012 | Danganronpa 2: Goodbye Despair                                       | PlayStation Portable, PlayStation Vita, Windows, macOS, Linux, PlayStation 4, iOS, Android, Nintendo Switch, Xbox One | Spike Chunsoft               | Spike Chunsoft                                          |
| 2012 | Shiren the Wanderer 4: The Eye of God and the Devil's Navel          | PlayStation Portable                                                                                                  | Spike Chunsoft               | Spike Chunsoft                                          |
| 2012 | Fire Pro Wrestling                                                   | Xbox 360 | Spike Chunsoft               | Microsoft Studios                                       |
| 2012 | Dragon Ball Z: For Kinect                                            | Xbox 360 | Spike Chunsoft               | Namco Bandai Games                                      |
| 2012 | Pokémon Mystery Dungeon: Gates to Infinity                           | Nintendo 3DS | Spike Chunsoft               | Nintendo The Pokémon Company                            |
| 2013 | Banshee's Last Cry                                                   | iOS, Android | Spike Chunsoft               | Spike Chunsoft                                          |
| 2013 | 999: Nine Hours, Nine Persons, Nine Doors                            | iOS | Spike Chunsoft               | Spike Chunsoft                                          |
| 2013 | Warrior's Way                                                        | Nintendo 3DS | Spike Chunsoft               | Nintendo                                                |
| 2013 | Conception II: Children of the Seven Stars                           | Nintendo 3DS, PlayStation Vita, Windows                                                                               | Chime                        | Spike Chunsoft                                          |
| 2013 | Attack on Titan: Humanity in Chains                                  | Nintendo 3DS | Spike Chunsoft               | Examu                                                   |
| 2013 | Heroes VS                                                            | PlayStation Portable                                                                                                  | Spike Chunsoft               | Bandai Namco Entertainment                              |
| 2014 | Sekai Seifuku: Costume Fes.                                          | PlayStation Vita | Spike Chunsoft               | Spike Chunsoft                                          |
| 2014 | Danganronpa Another Episode: Ultra Despair Girls                     | PlayStation Vita, Windows, PlayStation 4                                                                              | Spike Chunsoft               | Spike Chunsoft                                          |
| 2014 | Fossil Fighters: Frontier                                            | Nintendo 3DS | Spike Chunsoft               | Nintendo                                                |
| 2014 | J-Stars Victory VS                                                   | PlayStation 3, PlayStation Vita                                                                                       | Spike Chunsoft               | Bandai Namco Entertainment                              |
| 2015 | Danganronpa: Unlimited Battle                                        | iOS, Android | Spike Chunsoft               | Spike Chunsoft                                          |
| 2015 | Kenka Bancho 6: Soul & Blood                                         | Nintendo 3DS | Studio Zan                   | Spike Chunsoft                                          |
| 2015 | Ukiyo no Shishi                                                      | PlayStation 3 | Spike Chunsoft               | Spike Chunsoft                                          |
| 2015 | Ukiyo no Roushi                                                      | PlayStation Vita | Spike Chunsoft               | Spike Chunsoft                                          |
| 2015 | Shiren the Wanderer: The Tower of Fortune and the Dice of Fate       | PlayStation Vita, Nintendo Switch, Windows, iOS, Android                                                              | Spike Chunsoft               | Spike Chunsoft                                          |
| 2015 | Mystery Chronicle: One Way Heroics                                   | PlayStation 4, PlayStation Vita, Windows                                                                              | Spike Chunsoft               | Spike Chunsoft                                          |
| 2015 | Exist Archive                                                        | PlayStation 4, PlayStation Vita                                                                                       | Spike Chunsoft Tri-Ace       | Spike Chunsoft                                          |
| 2015 | Etrian Mystery Dungeon                                               | Nintendo 3DS | Spike Chunsoft               | JP: Atlus NA: Atlus USA EU: NIS America                 |
| 2015 | J-Stars Victory VS+                                                  | PlayStation 3, PlayStation 4, PlayStation Vita                                                                        | Spike Chunsoft               | Bandai Namco Entertainment                              |
| 2015 | Pokémon Super Mystery Dungeon                                        | Nintendo 3DS | Spike Chunsoft               | Nintendo The Pokémon Company                            |
| 2016 | Kenka Bancho Otome                                                   | PlayStation Vita | Red Entertainment            | Spike Chunsoft                                          |
| 2016 | Zero Time Dilemma                                                    | Nintendo 3DS, PlayStation Vita, Windows, PlayStation 4, Xbox One                                                      | Chime                        | Spike Chunsoft                                          |
| 2016 | Mario & Sonic at the Rio 2016 Olympic Games                          | Nintendo 3DS | Spike Chunsoft               | Nintendo                                                |
| 2016 | One Piece: Burning Blood                                             | PlayStation 4, PlayStation Vita                                                                                       | Spike Chunsoft               | Bandai Namco Entertainment                              |
| 2017 | Danganronpa V3: Killing Harmony                                      | Nintendo Switch, PlayStation 4, PlayStation Vita, Xbox One, Windows, iOS, Android                                     | Spike Chunsoft               | Spike Chunsoft                                          |
| 2017 | Kamaitachi no Yoru: Rinne Saisei                                     | PlayStation Vita, Windows                                                                                             | 5pb. (MAGES.)                | Spike Chunsoft                                          |
| 2017 | Fire Pro Wrestling World                                             | Windows, PlayStation 4                                                                                                | Zex Corporation              | Spike Chunsoft                                          |
| 2017 | Kenka Bancho Otome: Kanzenmuketsu no My Honey                        | PlayStation Vita | Spike Chunsoft               | Spike Chunsoft                                          |
| 2017 | Etrian Mystery Dungeon 2                                             | Nintendo 3DS | Spike Chunsoft               | Atlus                                                   |
| 2018 | 428: Shibuya Scramble                                                | Microsoft Windows, PlayStation 4                                                                                      | Abstraction Games            | Spike Chunsoft                                          |
| 2018 | One Piece Grand Cruise                                               | PlayStation 4, PlayStation VR, Xbox One, Windows                                                                      | Spike Chunsoft               | Bandai Namco Entertainment                              |
| 2018 | PixelJunk Monsters 2                                                 | Microsoft Windows, Nintendo Switch, PlayStation 4                                                                     | Q-Games                      | Spike Chunsoft                                          |
| 2018 | Steins;Gate                                                          | Windows | Mages                        | Spike Chunsoft                                          |
| 2018 | Steins;Gate 0                                                        | Windows, Nintendo Switch                                                                                              | Mages                        | Spike Chunsoft                                          |
| 2018 | Zanki Zero: Last Beginning                                           | Windows, PlayStation 4, PlayStation Vita                                                                              | Spike Chunsoft Lancarse      | Spike Chunsoft                                          |
| 2019 | 8-bit ADV Steins;Gate                                                | Nintendo Switch | Mages                        | Spike Chunsoft                                          |
| 2019 | AI: The Somnium Files                                                | Windows, Nintendo Switch, PlayStation 4, Xbox One                                                                     | Spike Chunsoft               | Spike Chunsoft                                          |
| 2019 | Chaos;Child                                                          | Windows | Mages                        | Spike Chunsoft                                          |
| 2019 | Conception Plus: Maidens of the Twelve Stars                         | Windows, PlayStation 4                                                                                                | Chime                        | Spike Chunsoft                                          |
| 2019 | Crystar                                                              | Windows, PlayStation 4, PlayStation 5                                                                                 | Gemdrops                     | Spike Chunsoft                                          |
| 2019 | Jump Force                                                           | PlayStation 4, Xbox One, Windows, Nintendo Switch                                                                     | Spike Chunsoft               | Bandai Namco Entertainment                              |
| 2019 | Kenka Bancho Otome 2nd Rumble!!                                      | PlayStation Vita | Spike Chunsoft               | Spike Chunsoft                                          |
| 2019 | Mystery Dungeon: Shiren the Wanderer                                 | iOS, Android | Cyclone Zero                 | Spike Chunsoft                                          |
| 2019 | Steins;Gate Elite                                                    | Windows, Nintendo Switch, PlayStation 4                                                                               | Mages                        | Spike Chunsoft                                          |
| 2019 | Steins;Gate: Linear Bounded Phenogram                                | Windows, PlayStation 4                                                                                                | Mages                        | Spike Chunsoft                                          |
| 2019 | Steins;Gate: My Darling's Embrace                                    | Windows, Nintendo Switch, PlayStation 4                                                                               | Mages                        | Spike Chunsoft                                          |
| 2019 | YU-NO: A Girl Who Chants Love at the Bound of this World             | Windows, Nintendo Switch, PlayStation 4                                                                               | Mages                        | Spike Chunsoft                                          |
| 2019 | Zanki Zero: Last Beginning                                           | Windows, PlayStation 4                                                                                                | Spike Chunsoft Lancarse      | Spike Chunsoft                                          |
| 2020 | Katana Kami: A Way of the Samurai Story                              | Windows, Nintendo Switch, PlayStation 4                                                                               | Acquire                      | Spike Chunsoft                                          |
| 2020 | One-Punch Man: A Hero Nobody Knows                                   | Windows, PlayStation 4, Xbox One                                                                                      | Spike Chunsoft               | Bandai Namco Entertainment                              |
| 2020 | Pokémon Mystery Dungeon: Rescue Team DX                              | Nintendo Switch | Spike Chunsoft               | Nintendo The Pokémon Company                            |
| 2020 | Robotics;Notes DaSH                                                  | Windows, Nintendo Switch, PlayStation 4                                                                               | Mages                        | Spike Chunsoft                                          |
| 2020 | Robotics;Notes Elite                                                 | Windows, Nintendo Switch, PlayStation 4                                                                               | Mages                        | Spike Chunsoft                                          |
| 2020 | Shiren the Wanderer: The Tower of Fortune and the Dice of Fate       | Windows, Nintendo Switch                                                                                              | Spike Chunsoft               | Spike Chunsoft                                          |
| 2021 | Danganronpa S: Ultimate Summer Camp                                  | Nintendo Switch, Windows, PlayStation 4, iOS, Android                                                                 | Spike Chunsoft               | Spike Chunsoft                                          |
| 2021 | Re:Zero − Starting Life in Another World: The Prophecy of the Throne | Windows, Nintendo Switch, PlayStation 4                                                                               | Chime                        | Spike Chunsoft                                          |
| 2022 | AI: The Somnium Files – Nirvana Initiative                           | Windows, Nintendo Switch, PlayStation 4, Xbox One                                                                     | Spike Chunsoft               | Spike Chunsoft                                          |
| 2022 | Chaos;Head Noah                                                      | Windows, Nintendo Switch                                                                                              | Mages Nitroplus              | Spike Chunsoft                                          |
| 2022 | Made in Abyss: Binary Star Falling into Darkness                     | Windows, Nintendo Switch, PlayStation 4                                                                               | Chime                        | Spike Chunsoft                                          |
| 2023 | Anonymous;Code                                                       | Windows, Nintendo Switch, PlayStation 4                                                                               | Mages Chiyomaru Studio       | Spike Chunsoft                                          |
| 2023 | Master Detective Archives: Rain Code                                 | Nintendo Switch, Windows, PlayStation 5, Xbox Series X/S                                                              | Spike Chunsoft Too Kyo Games | Spike Chunsoft                                          |
| 2023 | Bakeru                                                               | Windows, Nintendo Switch                                                                                              | Good-Feel                    | Spike Chunsoft                                          |
| 2024 | Dragon Ball: Sparking! Zero                                          | Windows, PlayStation 5, Xbox Series X/S                                                                               | Spike Chunsoft               | Bandai Namco Entertainment                              |
| 2024 | Kamaitachi no Yoru × 3                                               | Windows, Nintendo Switch, PlayStation 4                                                                               | Spike Chunsoft               | Spike Chunsoft                                          |
| 2024 | Natsu-Mon: 20th Century Summer Kid                                   | Windows, Nintendo Switch                                                                                              | Toybox, Millenium Kitchen    | Spike Chunsoft                                          |
| 2024 | The Quintessential Quintuplets: Five Memories Spent With You         | Windows, Nintendo Switch, PlayStation 4                                                                               | Mages                        | Spike Chunsoft                                          |
| 2024 | The Quintessential Quintuplets: Memories of a Quintessential Summer  | Windows, Nintendo Switch, PlayStation 4                                                                               | Mages                        | Spike Chunsoft                                          |
| 2024 | Shiren the Wanderer: The Mystery Dungeon of Serpentcoil Island       | Nintendo Switch, Windows                                                                                              | Spike Chunsoft               | Spike Chunsoft (Wereldwijd) Reef Entertainment (Europa) |
| 2025 | Kenka Bancho Otome Double Pack                                       | Nintendo Switch | Justdan International        | Spike Chunsoft                                          |
| 2025 | Never 7: The End of Infinity                                         | Windows | Mages                        | Spike Chunsoft                                          |
| 2025 | Ever 17: The Out of Infinity                                         | Windows | Mages                        | Spike Chunsoft                                          |
| 2025 | No Sleep For Kaname Date – From AI: The Somnium Files                | Nintendo Switch, Nintendo Switch 2, Windows                                                                           | Spike Chunsoft               | Spike Chunsoft                                          |
| 2025 | Shuten Order                                                         | Nintendo Switch, Windows                                                                                              | Neilo Too Kyo Games          | Spike Chunsoft (Wereldwijd) DMM Games (Japan)           |

### Westerse spellen gepubliceerd in Japan
| Jaar | Titel                                  | Ontwikkelaar                      |
| ---- | -------------------------------------- | --------------------------------- |
| 2012 | The Witcher 2: Assassins of Kings      | CD Projekt Red                    |
| 2012 | Saints Row: The Third                  | Volition                          |
| 2012 | Kingdoms of Amalur: Reckoning          | Big Huge Games                    |
| 2013 | Terraria                               | Re-Logic                          |
| 2013 | Dead Island: Riptide                   | Techland                          |
| 2013 | Metro: Last Light                      | 4A Games                          |
| 2015 | Saints Row IV                          | Volition                          |
| 2015 | The Witcher 3: Wild Hunt               | CD Projekt Red                    |
| 2015 | Hotline Miami Collection               | Dennaton Games, Abstraction Games |
| 2016 | Crypt of the NecroDancer               | Brace Yourself Games              |
| 2016 | Divinity: Original Sin                 | Larian Studios                    |
| 2016 | Homefront: The Revolution              | Dambuster Studios                 |
| 2016 | Wasteland 2: Director's Cut            | inXile Entertainment              |
| 2017 | Portal Knights                         | Keen Games                        |
| 2017 | Ark: Survival Evolved                  | Studio Wildcard                   |
| 2018 | Cities: Skylines PlayStation 4 Edition | Colossal Order                    |
| 2018 | Conan Exiles                           | Funcom                            |
| 2019 | Metro Exodus                           | 4A Games                          |
| 2019 | Cadence of Hyrule                      | Brace Yourself Games              |
| 2019 | PixARK                                 | Snail Games                       |
| 2019 | Divinity: Original Sin II              | Larian Studios                    |
| 2019 | Citadel: Forged with Fire              | Blue Isle Studios                 |
| 2020 | Indivisible                            | Lab Zero Games                    |
| 2020 | They are Billions                      | Numantian Games                   |
| 2020 | Cyberpunk 2077                         | CD Projekt Red                    |
| 2022 | Dying Light 2: Stay Human              | Techland                          |
| 2022 | RESEARCH and DESTROY                   | Implausible Industries            |
| 2022 | Disco Elysium: The Final Cut           | ZA/UM                             |
| 2023 | Baldur's Gate 3                        | Larian Studios                    |
| 2024 | Ark: Survival Ascended                 | Studio Wildcard                   |